# تاشلسدورف
تاشلسدورف (به آلمانی: Techelsdorf) یک شهر در آلمان است که در رندسبورگ-اکرنفورده واقع شده‌است. تاشلسدورف ۱۵۴ نفر جمعیت دارد.